# Klášter Hronský Beňadik
Klášter Hronský Beňadik je benediktinský klášter ve slovenské obci Hronský Beňadik v okrese Žarnovica v Banskobystrickém kraji. Jedná se o architektonický soubor opevněných sakrálních staveb, který se nachází na jižních výběžcích Pohronského Inovce v údolí řeky Hron. Klášter založený v 11. století byl v roce 1970 prohlášen za národní kulturní památku a v roce 2011 za jeden ze sedmi divů Banskobystrického kraje.

## Založení kláštera
Benediktinské opatství v Hronském Beňadiku bylo vysvěceno v roce 1075 za přítomnosti zakladatele kláštera, uherského krále Gejzy I. Klášterní komplex, jak vyplývá ze zakládací listiny, byl již tehdy stavebně dokončen. Současně se zřízením, král v listině přiznal nově vzniklému klášteru majetková práva a privilegia. Podle ní klášteru patřily rozsáhlé majetky kromě samotné Tekovské stolice i ve stolicích Nitra, Ostřihom, Novohrad a dalších; k privilegiím patřilo např. právo vybírání tzv. solného mýta v Sedmihradsku a mýtného z plavení dřeva na Hronu.

## Historie

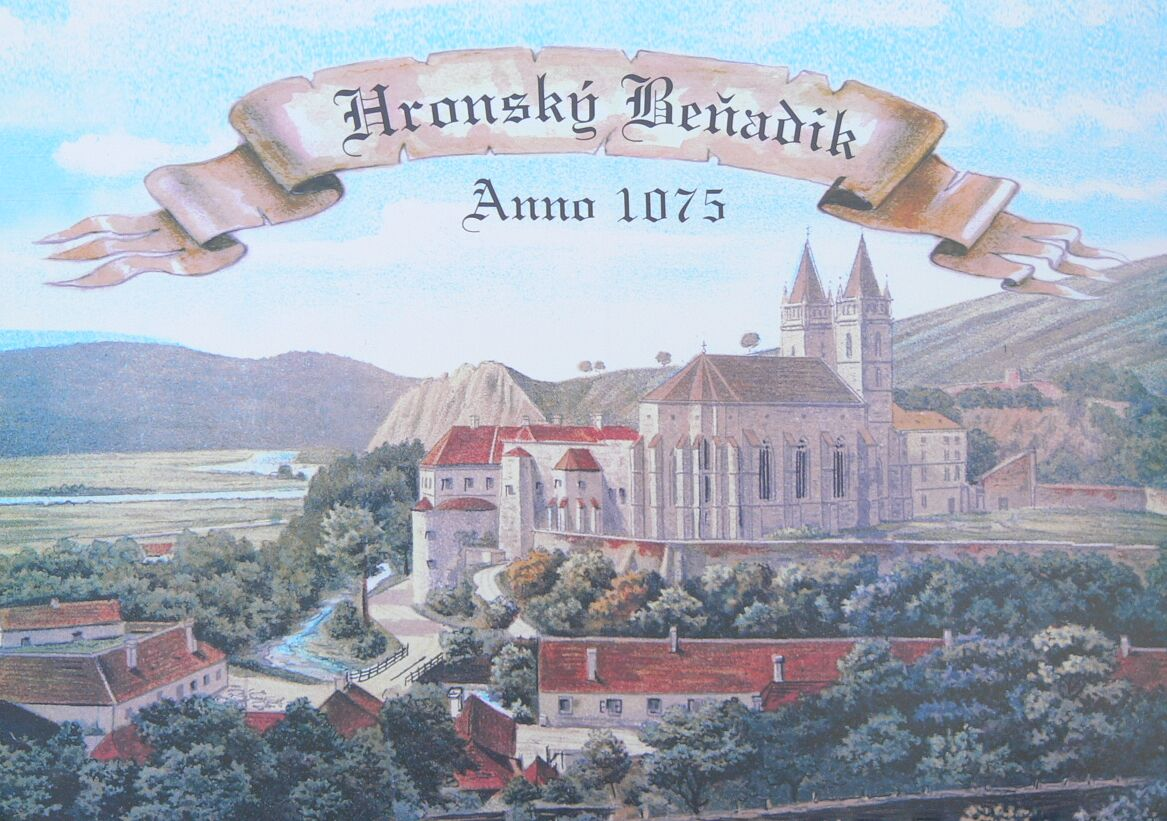
Klášter v ideální podobě v roce 1075

Místo vzniku románského kláštera nebylo zvoleno náhodně. Mělo příznivé přírodní podmínky (Slovenská brána otevírající vstup na Pohroní) a existovala zde stará obchodní cesta spojující Nitru s důlními lokalitami, z nichž se později vyvinuly královská města.
Archeologický výzkum potvrdil, že toto místo bylo obýváno již ve velkomoravském období.
Z prvotního románského komplexu (z roku 1075) se zachovalo velmi málo. Průzkum konaný na této lokalitě již v letech 1881–1883 odkryl zdiva patřící k nejstarším klášterním stavbám na slovenském území. Byli to pravděpodobně trojlodní bazilika a jižně od ní ležící klášterní budovy. Tyto stavby zde však existovaly asi 300 let. První polovina 14. století přinesla chátrání objektu a zboření klášterních budov i kostela. Z interiérového vybavení se zachovaly pouze křtitelnice a velký dřevěný kříž.
Ke stavbě dnešního komplexu budov došlo za vlády krále Ludvíka I. z Anjou v letech 1345–1350 (někdy se uvádějí roky 1346–1375). První stavbou byl gotický kostel a trojice svatyň s křížovými klenbami. Současně se přistoupilo i ke stavbě klášterních budov. Po dokončení této stavební etapy, na sklonku 14. století, bylo postaveno trojlodí s dvojicí charakteristických věží a s reprezentačním vstupním portálem. Klášter byl stavebně doplněn o jižní křídlo s křížovou chodbou. Poslední stavbou, zasahující do období gotiky, bylo tzv. opatské křídlo, dokončené v roce 1508. Uprostřed kláštera se nacházela rajská zahrada. Po dokončení stavebních prací se kostel začal zaplňovat významnými uměleckými díly, zejména oltáři, z nichž se však zachovalo velmi málo.
Z období následujícím po opětovném zřízení kláštera až do 15. století se o osudu objektu zachovalo poměrně málo zpráv. Výjimkou je doba správcovství opatem Janem III. (1476–1510). Ten dal podle záznamů pokrýt nově střechu kostela, zřídil kapli sv. Krve a kolem roku 1506 dal v kostele instalovat varhany. Významně se přičinil i o rozvoj vzdělanosti a knižní kultury.
Již od počátku existence se klášter kromě šíření duchovního slova proslavil i jako významné centrum středověké kultury a vzdělanosti ale i technického pokroku (např. zaváděním nových pracovních postupů v zemědělství). Významné památky výtvarného umění, liturgie, hudby a teologických prací měly svůj původ právě za zdmi zdejšího kláštera. Odtud pochází Nitranský kodex, latinský evangeliář, nejstarší text napsaný v latině na slovenském území.

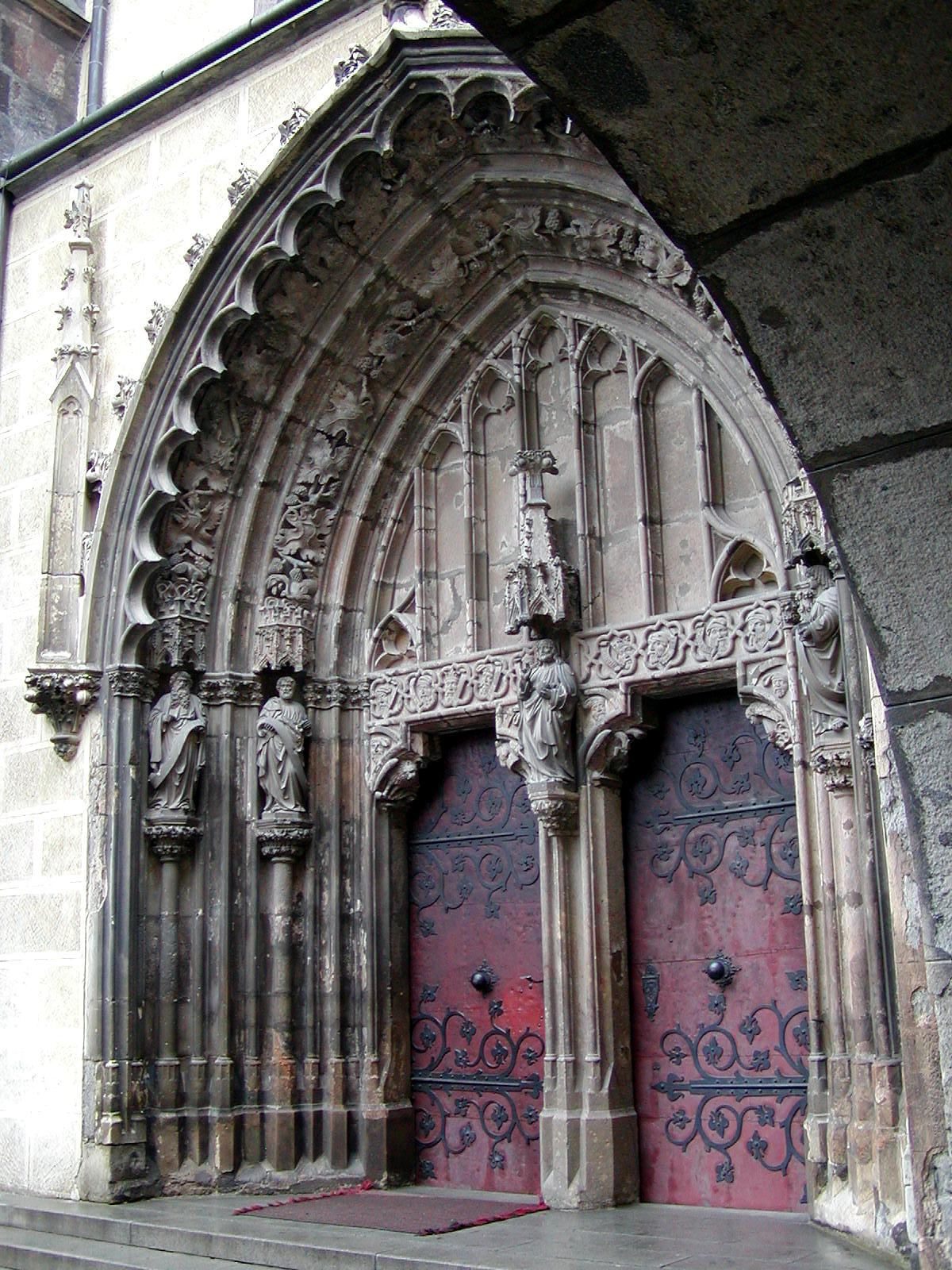
Impozantní vstupní portál kostela

Klášter byl také jedním z tzv. hodnověrných míst. Do jeho kompetence proto patřilo vydávání, potvrzování a ověřování důležitých listin a písemností, na zdejší konvent se lidé obraceli s žádostmi o vyřešení sporů v majetkových záležitostech. Klášter byl současně místem pro uchovávání archivů a cenností.
Začátek 16. století nesl s sebou nárůst tureckého nebezpečí ale i útoky místního obyvatelstva. Tyto skutečnosti měly za následek další stavební úpravy klášterního komplexu. Po roce 1537 se začaly na objektu fortifikační úpravy mající za cíl zajištění kláštera před vnějšími nepřáteli. Výsledkem bylo přebudování kláštera i kostela na renesanční pevnost, což bylo završeno v letech 1565–1588, kdy byla majitelem objektu ostřihomská kapitula. Součástí klášterního areálu se staly mohutné hradby a dělové bašty. Daní za tuto přestavbu však byl zánik některých gotizujících prvků architektury. Objekt kláštera po uvedené přestavbě se stal součástí soustavy pevností chránících střední Slovensko, ba dokonce v roce 1663 byl přímo hraniční pevností během turecké okupace Levic.
Navzdory těmto úpravám byly stavby kláštera během tureckých nájezdů značně poškozeny. Celé zbývající období 17. i 18. století byly poznamenány opravami zničených částí. V 18. století byla na místě zříceného křídla postavena velká sýpka (rozměry 60×10 m).
Tragickým dnem se pro klášter stal 21. červenec 1881, kdy byly budovy kláštera zachváceny velkým požárem. Ten poškodil objekt natolik, že kapitula v Ostřihomi byla nucena přistoupit k rozsáhlým úpravám. Puristickou přestavbu ve stylu novogotiky projektoval architekt Ferenc Storno, její realizaci v letech 1882–1889 dokončil Otto Sztehló. Znamenala další úbytek tolikrát poměrně dobře zachovaných částí kláštera, např. byla odstraněna vstupní brána s padacím mostem. Některé prvky gotického mobiliáře nalezly nové umístění v diecézních muzeu, dnešním Křesťanském muzeu v Ostřihomi.
Na přelomu 19. a 20. století proběhla na objektu památková obnova, kdy byl regotizován exteriér a do interiéru byly umístěny novogotické oltáře s částmi původního gotického zařízení.

## Popis

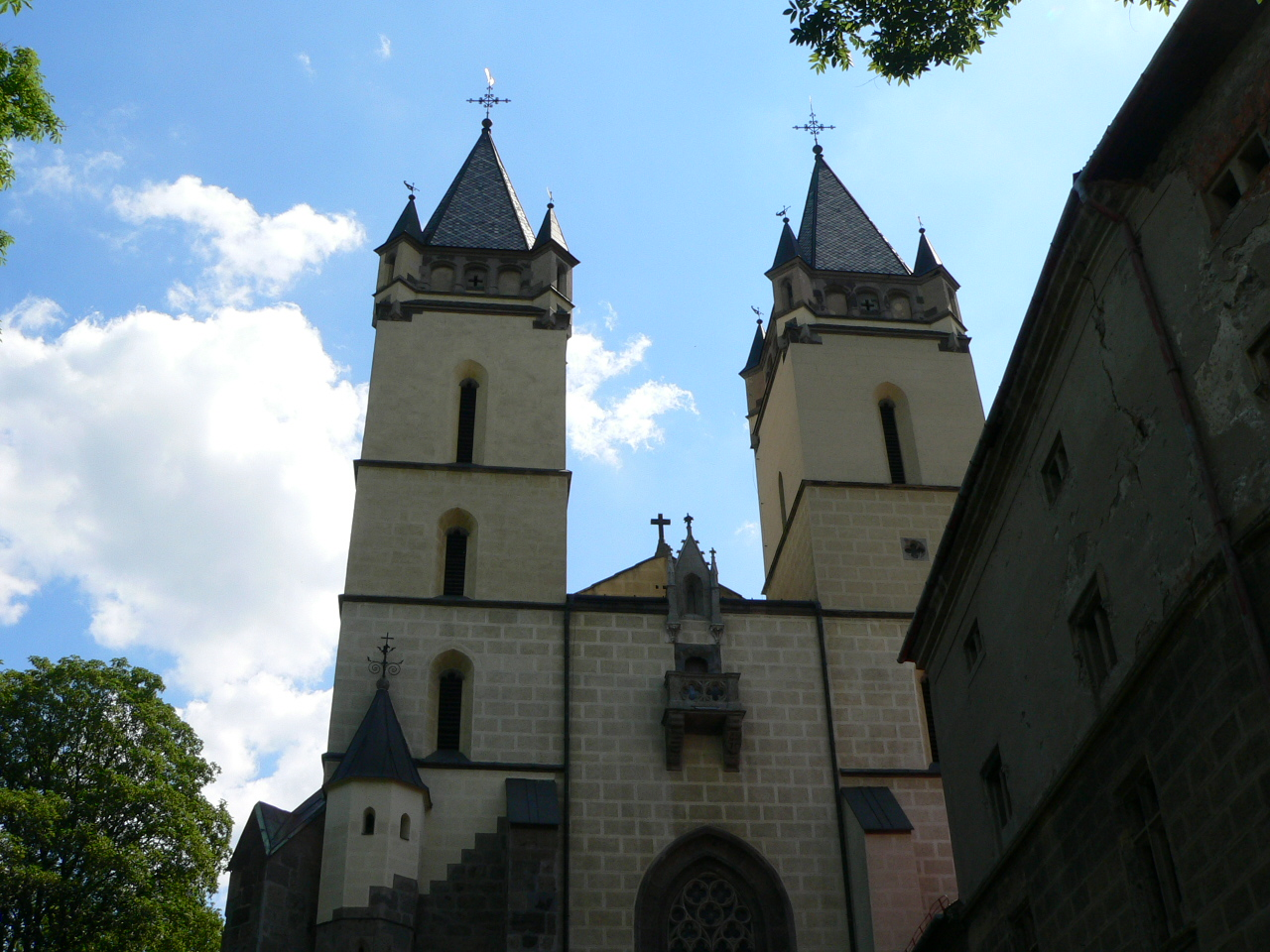
Průčelí kostela je tvořeno dvojicí mohutných věží

Ústřední část klášterního komplexu tvoří tzv. rajský dvůr obklopený křížovou chodbou s arkádami. Kolem dvora stojí klášterní budovy a prostor dotváří dominantní chrámový kostel Panny Marie a svatého Benedikta stojící na severní straně. Je to velkolepá trojlodní bazilika s impozantně řešeným gotickým vstupním portálem na západní straně a rozměrným průčelím tvořícím dvojici typických věží. Kostel je zaklenut křížovými klenbami. Na jeho jižní straně je část gotické křížové klenby starého gotického kláštera, k níž přiléhá gotická sakristie s pozdně gotickou kaplí sv. Krve z roku 1489.
V souvislosti s renesanční přestavbou na pevnost v 16. století se prostor kláštera zvětšil asi trojnásobně. Při ní byly do nově vznikajícího komplexu zahrnuty i původní stavby – zachovalá východní fasáda, kostel i starší obranná věž se vstupní branou. Kostel se stal součástí pevnostního systému když plnil funkci severozápadní bašty. Nároží kláštera byly zesíleny a dokončeny mohutnými válcovitými baštami, z nichž do dnešních dnů se v nezměněné podobě zachovala pouze jedna. Komplex kláštera dostal po přestavbě ráz protiturecké pevnosti. V jedné z bašt se zachoval, na tehdejší dobu unikátní, systém odsávání spálených plynů, vznikajících při střelbě. Dalším technickým prvkem, který našel uplatnění při přestavbě, byl trubkový keramický vodovod přivádějící pro obyvatele kláštera vodu z nedalekého pramene. Jeho ústí bylo v dnešní studni na nádvoří.
Inventář kostela je dnes poměrně skromný. Mnohé vzácné artefakty se nacházejí v muzeích v Maďarsku (např. pašijový oltář – významná památka tabulového malířství). Z původního vybavení se zachovalo pouze několik soch (tři plastiky z původního hlavního oltáře), relikvie Boží krve darovaná klášteru králem Matyášem Korvínem, pozdně barokní křtitelnice z původního románského kostela z konce 18. století s kamennou polychromií a krypta rodiny Koháryů s pozdně renesančním mramorovým epitafem Štěpána Koháryho z konce 17. století. Nápisová deska je zdobena bohatým ornamentálním dekorem. Vzácnou památkou jsou varhany z roku 1714.
Klášterní komplex představuje ojedinělé spojení staveb sakrálních a fortifikačních jako i symbiózu jednotlivých stavebních slohů – gotiky, renesance a baroka.
Bohatá historie, vzácné architektonické dílo jakož i existence zdejšího nejstaršího benediktinského kláštera na Slovensku byly podnětem, že byl klášterní komplex v Hronském Beňadiku 24. dubna 1970 zařazen do seznamu národních kulturních památek.
V současném období po odchodu řehole salesiánů, kteří zde působili od roku 1927 s přestávkami až do roku 1999, v klášteře působí řehole pallotínů. Klášter se využívá jako charitní domov, ale i jako místo krátkodobého pobytu.